# Supercupa Ucrainei
Supercupa Ucrainei (ucraineană Суперкубок України) este competiția fotbalistică de supercupă din Ucraina, disputată anual în între campioana din Premier Liga și câștigătoarea Cupei Ucrainei, fiind organizată începând cu anul 2004.

## Trofeu

### Câștigate
| Club Sportiv    | Trofee | Anii în care au câștigat                             |
| --------------- | ------ | ---------------------------------------------------- |
| Dinamo Kiev     | 9      | 2004, 2006, 2007, 2009, 2011, 2016, 2018, 2019, 2020 |
| Șahtior Donețsk | 9      | 2005, 2008, 2010, 2012, 2013, 2014, 2015, 2017, 2021 |

### Pierdute
| Club Sportiv     | Finalistă | Anii în care au pierdut                        |
| ---------------- | --------- | ---------------------------------------------- |
| Șahtior Donețsk  | 8         | 2004, 2006, 2007, 2011, 2016, 2018, 2019, 2020 |
| Dinamo Kiev      | 6         | 2005, 2008, 2014, 2015, 2017, 2021             |
| Vorskla Poltava  | 1         | 2009                                           |
| Tavriya          | 1         | 2010                                           |
| Metalurg Donetsk | 1         | 2012                                           |
| Cernomoreț       | 1         | 2013                                           |

## Performanțe după statut
| Club                | Trofee | Finale |
| ------------------- | ------ | ------ |
| Campioana ligii     | 11     | 3      |
| Câștigătoarea Cupei | 1      | 6      |
| Finalista Cupei     | 1      | 4      |
| Vicecampiona ligii  | 1      | 1      |

## Edițiile
Supercupa Ucrainei 2004
Supercupa Ucrainei 2005
Supercupa Ucrainei 2006
| Dinamo Kiev (câștigătoarea cupei)         | 2 – 0  | Șahtior Donețk (campion) |
| ----------------------------------------- | ------ | ------------------------ |
| Markovic 10' · Rodrigo 59' · Milevsky 87' | Report |                          |

Supercupa Ucrainei 2007
Supercupa Ucrainei 2008
Supercupa Ucrainei 2009
Supercupa Ucrainei 2010
| Șahtior Donețk (campion)                                           | 7 – 1  | Tavria Simferopol (câștigătoarea cupei) |
| ------------------------------------------------------------------ | ------ | --------------------------------------- |
| Hladkiy 2', 51' Jádson 35' Willian 67' L. Adriano 78', 85' Raț 90' | Report | Feschuk 32'                             |

Supercupa Ucrainei 2011
| Șahtior Donețk (campion) | 1 – 3  | Dinamo Kiev (câștigătoarea cupei)         |
| ------------------------ | ------ | ----------------------------------------- |
| Fernandinho 14'          | Report | Husyev 5' (pen) Diakhaté 31' Milevsky 83' |

Supercupa Ucrainei 2012
| Șahtior Donețk (campion) | 2 – 0  | Metalurg Donețk (finalista cupei) |
| ------------------------ | ------ | --------------------------------- |
| Adriano 5' Costa 35'     | Report |                                   |

Supercupa Ucrainei 2013
| Chornomorets Odesa (finalista cupei) | 1 – 3                       | Șahtior Donețk (campion)        |
| ------------------------------------ | --------------------------- | ------------------------------- |
| Antonov 45+1'                        | Report uc (finalista cupei) | Fred 17', 33' Taison 67' (pen.) |

#### Supercupa Ucrainei 2014
| Șahtior Donețk (campion)           | 2-0    | Dinamo Kiev (finalista cupei) |
| ---------------------------------- | ------ | ----------------------------- |
| Oleksandr Gladkyj 75' Marlos 90+3' | Raport |                               |

#### Supercupa Ucrainei 2015
| Dinamo Kiev (finalista cupei) | 0-2 | Șahtior Donețk (campion)               |
| ----------------------------- | --- | -------------------------------------- |
|                               |     | Darijo Srna 90+2' (pen.) Bernard 90+4' |

#### Supercupa Ucrainei 2017
| Shakhtar Donetsk (campion) | 2 – 0  | Dynamo Kyiv (finalista cupei) |
| -------------------------- | ------ | ----------------------------- |
| Ferreyra 8', 56'           | Raport |                               |

## Top 10 antrenori
Antrenorii scriși cu bold sunt cei care încă mai activează.
| Rating | Antrenor               | Club           | Trofee | Finale |
| ------ | ---------------------- | -------------- | ------ | ------ |
| 1      | Mircea Lucescu         | Șahtior Donețk | 7      | 4      |
| 2      | Anatoliy Demyanenko    | FC Dinamo Kiev | 2      | —      |
| 3      | Serhiy Rebrov          | FC Dinamo Kiev | 1      | 2      |
| 4      | Iuri Siomin            | FC Dinamo Kiev | 1      | 1      |
| 4      | Paulo Fonseca          | Șahtior Donețk | 1      | 1      |
| 6      | Oleksiy Mykhailychenko | FC Dinamo Kiev | 1      | —      |
| 6      | Valeri Gazaev          | FC Dinamo Kiev | 1      | —      |

## Golgheteri all-time
| Nr. | Nume              | Club             | Goluri |
| --- | ----------------- | ---------------- | ------ |
| 1   | Oleksandr Hladkyy | Shakhtar Donetsk | 4      |
| 2   | Luiz Adriano      | Shakhtar Donetsk | 3      |
| 2   | Artem Milevskiy   | Dynamo Kyiv      | 3      |
| 2   | Fred              | Shakhtar Donetsk | 3      |
| 4   | Oleh Husyev       | Dynamo Kyiv      | 2      |
| 4   | Taras Mykhalyk    | Dynamo Kyiv      | 2      |
| 4   | Facundo Ferreyra  | Shakhtar Donetsk | 2      |